# Церковь Димитрия Солунского (Каир)
Церковь Димитрия Солунского — храм Александрийской православной церкви в городе Каире. Относится к Мемфисской митрополии.
Церковь расположена в районе Зейтун в восточной части египетской столицы. До 2019 года служила представительством Патриарха Московского и всея Руси при Патриархе Александрийском.

## История
Православный храм возведён в 1925 году усилиями местной греческой общины. В связи с отъездом большого числа прихожан из Египта богослужения в нём совершались только несколько раз в год.
В 1999 году греческий Александрийский Патриархат передал церковь Димитрия Солунского в безвозмездную аренду Московскому Патриархату сроком на 30 лет. Предоставленный храм нуждался в значительном ремонте. Большую помощь в этом оказал руководитель египетского представительства крупнейшей в США строительной компании «Bechtel» Г. А. Денисенко. Церемония открытия отреставрированного храма состоялась 10 ноября 2000 года в присутствии дипломатического корпуса и делегации Русской православной церкви. Чин освящения церкви провёл Патриарх Александрийский Пётр VII.
11 апреля 2010 года храм посетил Предстоятель Русской православной церкви Патриарх Кирилл и отслужил в нём молебен.
В ответ на признание Патриархом Александрийским и всей Африки Феодором II автокефалии Православной церкви Украины Священный синод Русской православной церкви на своём заседании 26 декабря 2019 года счёл невозможным молитвенное и евхаристическое общение с ним, утвердил решение приостановить деятельность Александрийского подворья в Москве, а также постановил упразднить Представительство Патриарха Московского и всея Руси при Патриархе Александрийском, преобразовав его в приход Русской православной церкви в Каире. В свою очередь Александрийский патриархат лишил русскую православную общину храма Димитрия Солунского. 27 декабря 2019 года священник Московского Патриархата совершил в нём последнюю божественную литургию для прихожан РПЦ.